# Sankyaku Yama
Sankyaku Yama är en kulle i Antarktis. Den ligger i Östantarktis. Norge gör anspråk på området. Toppen på Sankyaku Yama är 100 meter över havet.
Terrängen runt Sankyaku Yama är kuperad åt sydost, men åt nordost är den platt. Havet är nära Sankyaku Yama åt nordväst. Trakten är obefolkad. Det finns inga samhällen i närheten.